# 橿原北インターチェンジ
橿原北インターチェンジ（かしはらきたインターチェンジ）は、奈良県橿原市小槻町にある京奈和自動車道（大和御所道路）のインターチェンジである。
このICは京奈和自動車道大和御所道路の2006年4月15日開通路線の南側終点になる。京都・奈良方面のみのハーフICである。国道24号橿原バイパスと接続している。
2024年現在、当IC-橿原高田IC間は未開通であるが、当該区間は京奈和自動車道の平面部を構成する国道24号橿原バイパスが京奈和自動車道の代替区間となっている。

## 歴史
- 2006年4月15日：京奈和自動車道（大和御所道路）郡山南IC-橿原北IC間開通により供用。

## 周辺
- 橿原市立真菅北小学校
- 近鉄橿原線 新ノ口駅

## 接続する道路
- 国道24号 橿原バイパス
- 中和幹線

## 料金所
無料区間のため設置されていない。

## 隣
E24 京奈和自動車道（大和御所道路）
三宅IC - 田原本IC（予定） - (9) 橿原北IC -（未開通）- 橿原高田IC